# Craspedonta leyana
Craspedonta leyana es un coleóptero de la familia Chrysomelidae.
Fue descrita científicamente en 1807 por Latreille.